# Violette Petunie
Die Violette Petunie (Petunia integrifolia, Syn.: Petunia violacea) ist eine Pflanzenart aus der Gattung der Petunien (Petunia) in der Familie der Nachtschattengewächse (Solanaceae).

## Beschreibung
Die Violette Petunie ist eine bis zu 60 cm hohe, krautige Pflanze, die von der Basis aus verzweigt und aufrechte bis kriechende, oftmals geflügelte Stängel hat. Die Stängel sind dicht klebrig-behaart und riechen aromatisch. Die Laubblätter sind eiförmig, lanzettlich oder spatelförmig und 2 bis 5 cm lang. Nach vorn sind sie spitz, zur Basis hin verschmälert, beide Blattflächen sind filzig behaart. Der Blattstiel ist nur sehr kurz oder gar nicht ausgeprägt.
Die Blütenstände stehen an bis zu 30 cm langen Blütenstandsstielen, an denen paarweise krautige, 0,5 bis 2 cm lange Tragblätter stehen. Die Blütenstiele sind 1 bis 4 cm lang und verlängern sich an der Frucht. Der Kelch ist bis nahe der Basis in ungleiche Kelchlappen geteilt, die 8 bis 15 mm lang werden können, aufrecht oder abstehend stehen und sich an der Frucht vergrößern. Die Krone ist 2 bis 5 cm lang und stieltellerförmig. Die Kronröhre ist schmal und stark geadert, die Außenseite ist borstig behaart, die Innenseite ist unbehaart. Der Kronsaum ist in fünf gerundete Lappen unterteilt, die außen entlang der Adern behaart sind. Die fünf Staubblätter treten in drei Größen auf: Zwei lange, zwei mittlere und ein kurzes. Die Staubfäden sind knieartig gebogen, unbehaart und setzen etwa im unteren Drittel der Kronröhre an. Die Staubbeutel gleichen einander, sind elliptisch und etwa 3 mm lang. Der Fruchtknoten ist langgestreckt-konisch und unbehaart. Der Griffel ist unbehaart und an der Spitze knieartig gebogen. Die Narbe steht nur zum Teil über die Krone hinaus und ist zweilappig.
Die Frucht ist eine etwa 10 mm lange, strohfarbene Kapsel. Die feinen Samen sind kugelig-prismaförmig, kleingrubig und dunkelbraun.
Die Chromosomenzahl beträgt 2n = 14.

## Systematik
Innerhalb der Art werden zwei Unterarten unterschieden:
- Petunia integrifolia subsp. integrifolia
- Petunia integrifolia subsp. depauperata (R.E.Fr.) Stehmann

Die Art ist eine der Elternarten der Garten-Petunie (Petunia × hybrida).

## Vorkommen
Die Art ist in Brasilien beheimatet.